# Agvan Doržijev
Agvan Doržijev, burjatsky Доржиин Агбан, (1853 Chara-Šibir – 29. ledna 1938 Ulan-Ude) byl ruský burjatský buddhistický mnich, postava burjatského buddhismu, též diplomat v Tibetu.
Od roku 1873 studoval buddhismus v Tibetu v klášteře Däpung. V Tibetu se také stal rádcem 13. dalajlámy Thubtäna Gjamccho. Skrz Doržijeva získal vliv na tibetskou politiku po rozpadu říše Čching ruský car (Britové dokonce Doržijeva podezírali, že byl ruský špion). Později za tibetskou stranu signoval mongolsko-tibetskou smlouvu (ovšem právě oprávnění Doržijeva podepsat tuto smlouvu je zpochybňováno).
Dordžijev roku 1905 z mongolského písma odvodil písmo vagindra pro burjatštinu. V Rusku se zasadil za výstavbu buddhistického dacanu v Petrohradu, roku 1913 založil manba dacan (lékařskou kolej) při klášteře v Acagatu, ze kterého se stalo centrum tibetské medicíny v Burjatsku. Po říjnové revoluci sice byl Doržijev zatčen, nejenže byl ale osvobozen, ale na několik let se mu podařilo obhájit spojení buddhismu a komunismu, podruhé byl zatčen při stalinských čistkách roku 1937, ve vazbě zemřel.